# Nazionale femminile di rugby a 7 dell'Irlanda
La nazionale di rugby a 7 femminile dell'Irlanda è la selezione femminile che rappresenta l'intera isola d'Irlanda a livello internazionale nel rugby a 7.
L'Irlanda partecipa alle World Rugby Sevens Series femminili e alla Coppa del Mondo di rugby a 7, dove ha debuttato nel 2013 raggiungendo la semifinale del Plate. A livello europeo compete nelle Sevens Grand Prix Series.

## Partecipazioni ai principali tornei internazionali
- 2009: n.p.
- 2013: semifinale Plate
- 2018: 6º posto

- 2012-13: 10º posto
- 2013-14: 13º posto
- 2014-15: n.p.
- 2015-16: 12º posto
- 2016-17: 9º posto
- 2017-18: 10º posto
- 2018-19: 8º posto
- 2019-20: 10º posto

- 2006: 4º posto
- 2007: 5º posto
- 2012: 6º posto
- 2013: 5º posto
- 2014: 8º posto
- 2015: 5º posto
- 2016:  3º posto
- 2017:  2º posto
- 2018:  3º posto
- 2019:  3º posto